# The Tellers
The Tellers sind eine Pop-Rock-Gruppe aus dem französischsprachigen Belgien.
Ihr Debütalbum Hands Full of Ink wurde in Belgien landesweit zum Erfolg und kletterte in den Charts bis auf Platz 7. Die Band gehört zu den zehn meistgehörten belgischen Interpreten auf myspace.com.
Die Gruppe besteht aus dem Schlagzeuger Cesar Laloux, dem Bassisten Fabrice Detry, Joos Houwen und Ben Baillieux-Beynon. Die Vorbilder der Band sind die Kinks, die Libertines sowie Bob Dylan und Cat Stevens.

## Geschichte
Charles Blistin und Ben Bailleux-Beynon lernten sich 2005 kennen, als Bailleux-Beynon am Musikwettstreit Pure Demo von Pure FM teilnahm. Dort entstanden die Tellers zunächst als Duo.
Die Band komponiert Balladen auf eigensinnige Weise. Die charakteristische Art von Bailleux-Beynons Gitarrenspiel gibt der Musik eine besondere melancholische Note. Seinen walisischen Akzent hat er seiner Mutter zu verdanken, die aus Cardiff stammt. Charles Blistin kümmertie sich während seiner Zeit in der Band zum Großteil um die Arrangements der Stücke.
Im Juni 2006 erschien ihre Debüt-EP More mit sieben Songs, die im Studio der wallonischen Band Girls in Hawaii aufgenommen wurde. Die EP wurde vom Label 62 TV Records (Girls in Hawaii, Malibu Stacy, Austin Lace) veröffentlicht und enthält die Singles More sowie Second Category – letzteres war Teil eines Werbespots von Canon. More ist Teil des Soundtracks von Electronic Arts’ Computer- und Videospiel FIFA 08 (mit zensiertem Text) und darüber hinaus Teil eines australischen Werbespots der ANZ Banking Group.
Die EP More war der Vorläufer des Debütalbums Hands Full of Ink, das am 21. August 2007 veröffentlicht wurde. Das Album wurde von Fabrice Detry (Austin Lace, Hallo Kosmo) produziert und enthält 16 Songs. Die erste Singleauskopplung, Hugo, wurde in Wallonien zum Hit und wurde auch in flämischen Radiostationen gespielt. Das Album stand 10 Wochen in den Ultratop 50 und erreichte Platz 7.
Die belgische Presse lobte die EP More mit guten Kritiken. Unterstützt durch Francois Gustin am Bass und Kenley Dratwa am Schlagzeug tourte die Band durch Belgien, die Niederlande, Frankreich, Deutschland und Skandinavien. Das Album verkaufte sich mehr als 35.000-mal.
Nachdem die Band zwei Jahre lang auf Tournee durch Europa war, hatten die Tellers in ihrer Tour-Besetzung genug voneinander und Francois Gustin sowie Kenley Dratwa verließen die Band. Dann entschied Charles Blistin, dass er keine Lust mehr auf weitere Tourneen hat, und so wurden die Tellers eine Ein-Mann-Band. Ben Bailleux-Beynon rief seinen Produzenten Fabrice Detry an, der sich ihm als neuer Bassist anschloss. Ihm folgten der Schlagzeuger Cesar Laloux aus Namur und Gitarrist Joos Houwen.
Als zweites Album folgte die Platte Close the Evil Eye, die von Baillieux-Beynon sowie drei Neuzugängen aufgenommen wurde, nachdem die anderen Mitglieder nach der Tour zu Hands Full of Ink die Gruppe verlassen hatten. Das Album erschien am 15. Oktober 2010.

## Diskografie

### Alben
- 2006: More
- 2007: Hands Full of Ink (19. Oktober 2007)
- 2010: Close the Evil Eye (15. Oktober 2010)

### Singles
- 2006: More
- 2006: Second Category
- 2007: Hugo
- 2007: If I Say
- 2007: Memory
- 2008: Holiness feat. Coby-Rae
- 2010: Like I Say / Cold As Ice